# Erdesbach
Erdesbach là một đô thị thuộc huyện Kusel, bang Rheinland-Pfalz, phía tây nước Đức. Đô thị Erdesbach có diện tích 3,94 km², dân số thời điểm ngày 31 tháng 12 năm 2006 là 628 người.